# Bulliinae
Bulliinae is een onderfamilie van weekdieren uit de klasse van de Gastropoda (slakken).

## Geslachten
- Bullia Gray, 1833
- Bulliopsis Conrad, 1862 †